# Měření podkožního tuku
Podkožní tuk je část podkožní tkáně, která se nachází po celém těle. Podkožní tuk nemusí mít vždy negativní dopad na lidský organismus. Slouží jako termoizolace nebo jako zásoba energie. Např. pro pacienty, kteří trpí vráskami, je vpichován podkožní tuk do těchto postižených oblastí.
Součástí tělesného tuku je také útrobní (viscerální) tuk, který obklopuje orgány v dutině břišní, kam se s přibývajícím věkem ukládá většina nevyužité energie.
Pro zjištění tloušťky podkožního tuku se používá metoda měření bioelektrické impedance a metoda měření ultrazvukem. Další alternativou k těmto metodám je měření pomocí kaliperačních kleští, která je v současné době hojně využívána. Vyžaduje ale dlouhodobou praxi a zkušenost pro stanovení přesné hodnoty tloušťky vrstvy podkožního tuku. Při této metodě zanášíme do měření nepřesnost hned ve dvou případech a to při nesprávném přeložení kůže a chyba vzniklá jejím stlačením.

## Metoda měření bioelektrické impedance
Při měření bioelektrické impedance se používají dva způsoby rozložení měřících elektrod. První rozložení se nazývá Wennerova metoda (obr. 1), druhá pak Dipól-dipól metoda (obr. 2). Základní princip je u obou metod stejný. Používají se celkem čtyři elektrody, které jsou umístěné v oblasti, kde měříme podkožní tuk.

### Wennerova metoda
Vzdálenost mezi elektrodami je v případě Wennerovy metody totožná. Z elektrody I+ a I- vytéká elektrický proud I [A], respektive  proud -I [A]. Pomocí elektrod U+ a U- měříme rozdíl potenciálů, které vyvolal proud vytékající z elektrody I+, respektive I-. Vycházíme ze základního vzorce

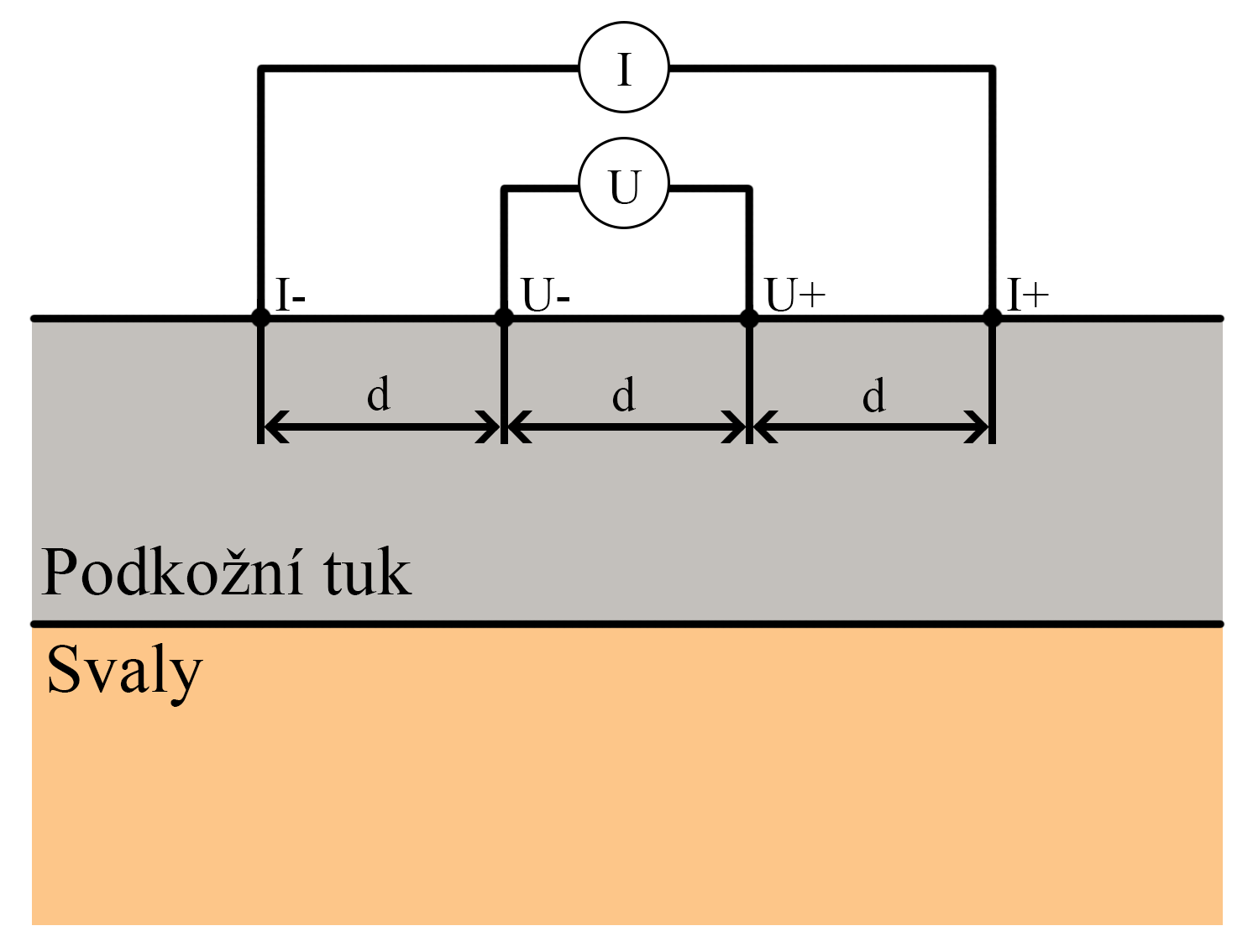

{\displaystyle U_{U_{+}}=\int _{d}^{2d}{\frac {\rho I}{2\pi r^{2}}}\mathrm {d} r}
respektive
{\displaystyle U_{U_{-}}=\int _{2d}^{d}{\frac {\rho (-I)}{2\pi r^{2}}}\mathrm {d} r}
Po úpravě 
{\displaystyle U_{U_{+}}={\frac {\rho I}{2\pi }}\left({\frac {1}{d}}-{\frac {1}{2d}}\right)}
kde {\displaystyle \rho } je rezistivita, {\displaystyle I} je proud, který vytéká z elektrody I+, a {\displaystyle d} je vzdálenost mezi elektrodami. Zároveň je na vzdálenosti mezi elektrodami závislá hloubka vniku, která je v případě Wennerovy metody rovna vzdálenosti {\displaystyle d}. Z tohoto vyplývá, že čím větší vzdálenost {\displaystyle d}, tím větší hloubka vniku a efektivnější měření podkožního tuku. Hloubka vniku se dá chápat jako vzdálenost mezi kůží a podkožním tukem či svalstvem. Součtem potenciálů {\displaystyle U_{U_{+}}} a {\displaystyle U_{U_{-}}} získáváme celkové napětí, které je dáno vztahem
{\displaystyle U={\frac {\rho I}{2\pi d}}}
Po úpravě dostáváme vztah pro výpočet měrného odporu
{\displaystyle \rho =2\pi d{\frac {U}{I}}}

Pokud nebudeme při měření měnit vzdálenost mezi elektrodami, tak velikost měrného odporu je přímo úměrná tloušťce podkožního tuku.

### Dipól-dipól metoda
Na rozdíl od Wennerovy metody využívá tato metoda odlišné rozložení měřících elektrod (obr. 2). Vzdálenost je mezi elektrodami U+ a U-, respektive I+ a I-, stejná. Mezi elektrodami U+ a I+ je ovšem n-krát větší. Hloubka vniku je poté závislá hlavně na parametru n. Uveďme si příklad rozložení elektrod.

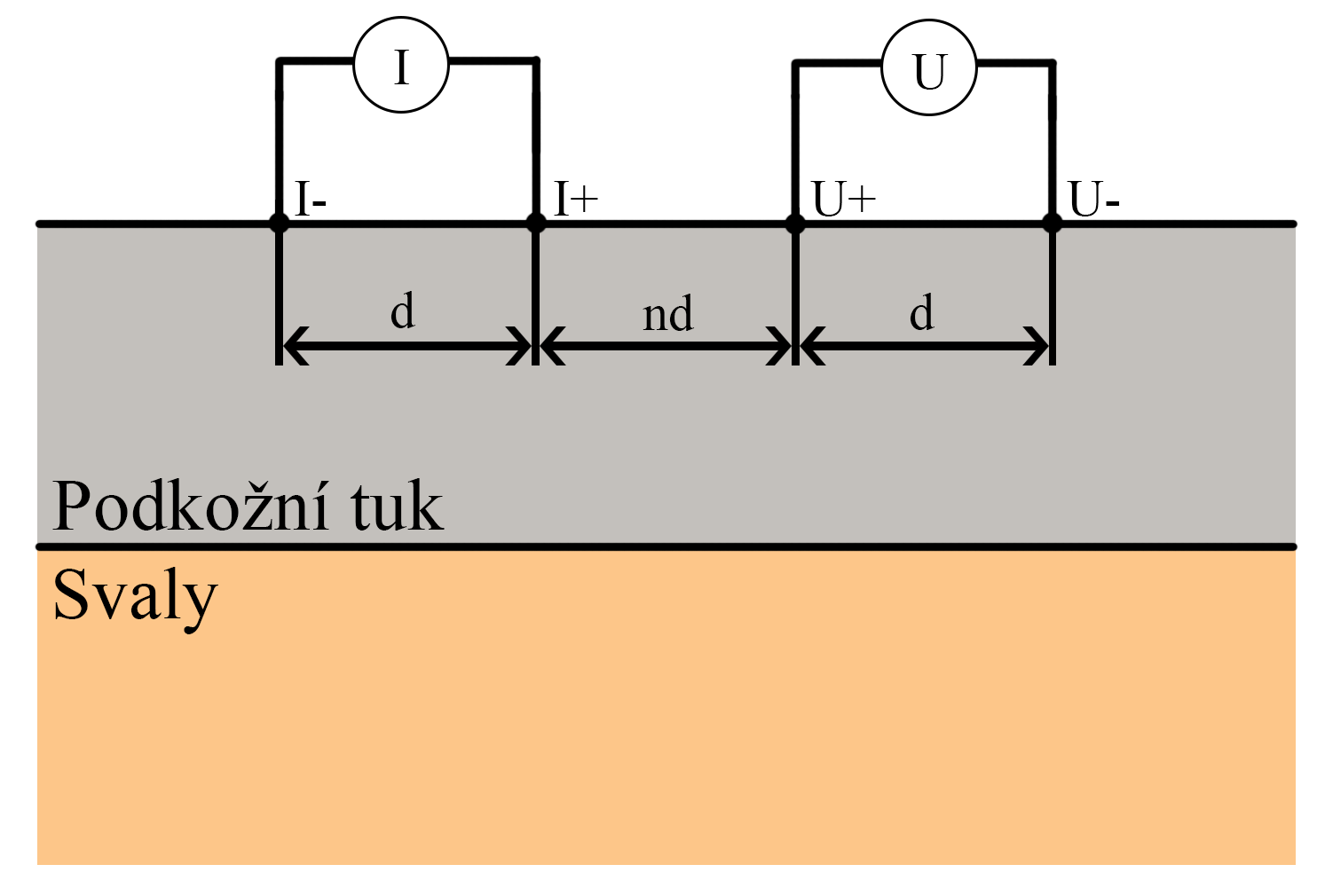

Vzdálenost {\displaystyle d} = 2 cm, parametr {\displaystyle n} = 4, vzdálenost mezi elektrodami U+ a I+ bude rovna 8 cm. Hloubka vniku se poté vypočte podle vztahu
{\displaystyle {\text{hloubka vniku}}={\frac {nd+d}{2}}}
Pokud dosadíme tyto parametry do vzorce pro výpočet rozdílu potenciálu a upravíme jej jako v případě Wennerovy metody, můžeme tak vypočítat měrný odpor podle vztahu
{\displaystyle \rho =\pi d\left(n+1\right)\left(n+2\right){\frac {U}{I}}}
Vyhodnocení tloušťky podkožního tuku je stejná jako u předchozí metody. V porovnání s Wennerovou metodou, je metoda Dipól-dipól efektivnější pro měření podkožního tuku. Tento poznatek vyplývá z rozložení elektrod. Pro dosažení stejných výsledků nemusí být elektrody u metody Dipól-dipól od sebe tolik vzdálené jako v případě Wennerovy metody.

## Metoda měření ultrazvukem
Měření ultrazvukem je alternativní neinvazivní technika. Používá metodu transformace elektrické energie měničem do vysokofrekvenčních akustických vln, které prostupují skrz povrch kůže do tukové tkáně. Na rozhraní tuku a svaloviny se mění akustická impedance obou prostředí a dochází k odrazu části vln, které projdou zpět přes měnič do přijímače. Doba od vyslání impulzu po přijetí vlny je tedy úměrná dvojnásobku tloušťky kůže a podkožního tuku.

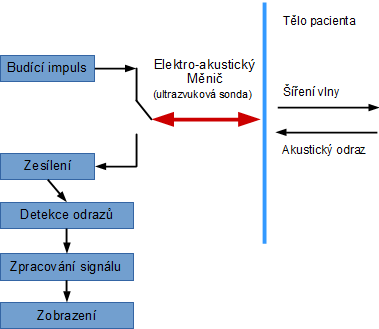

{\displaystyle 2d=v_{prop}t}
kde {\displaystyle d} je vzdálenost od povrchu kůže k rozhraní tukové a svalové tkáně, {\displaystyle v_{prop}} je rychlost šíření zvuku v tukové tkáni a {\displaystyle t} je doba od vyslání impulzu po přijetí odrazu.
Za předpokladu, že známe rychlost šíření akustických vln v tukové tkáni, můžeme určit vrstvu tloušťky tukové vrstvy.
Při měření je třeba dát pozor na míru stlačení kůže, protože při příliš silném tlaku by mohlo dojít ke ztenčení vrstvy tuku. Tento problém řeší použití rozměrnější ultrazvukové sondy, které má velikou dotykovou plochu s kůží. Pro přesné výsledky je nutné provádět měření několikrát za sebou a následně výsledky statisticky zpracovat. Rozdíly akustických impedancí jsou poměrně malé a při nízkém počtu měření by mohly být nesprávně interpretovány doby odrazů od jednotlivých rozhraní. Na přesnost má dále vliv mnoho faktorů jako je teplota nebo tlak, které mění rychlost šíření akustických vln v tkáni. Vzhledem ale k tomu, že tělesná teplota se prakticky nemění, je tento aspekt možné zanedbat. Při teplotě 36,5 °C je rychlost šíření zvuku v této tkáni 1540 m/s. Detekční soustava je zatížena šumem vzniklým při generování budících pulsů a také při odrazech na veškerých nehomogenitách s různou impedancí v tkáni. Přesnost této metody je určována na 1 mm, což vede na rozlišení v desetinách milimetru. Pro tento typ měření se jedná o dostatečnou přesnost. Zvlášť, vezmeme-li v potaz, že vrstva podkožního tuku se v různých částech těla mění. Rozlišení můžeme vyjádřit jako

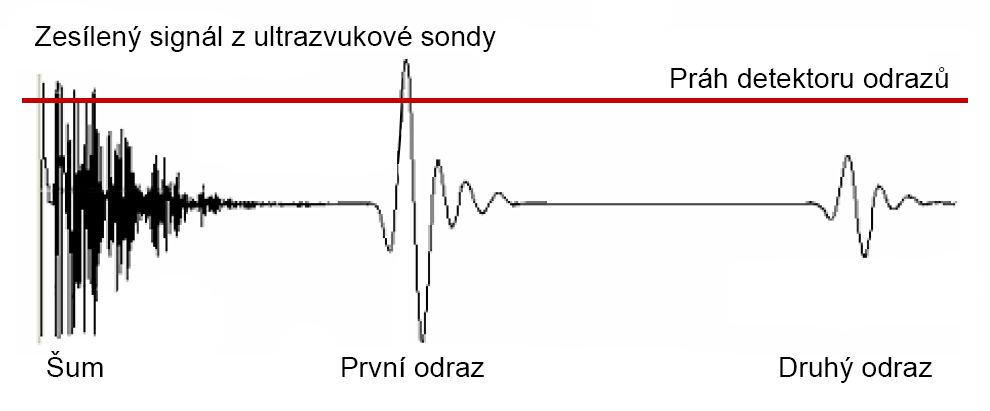

{\displaystyle {\text{rozlišení}}={\frac {1}{2}}v_{prop}t_{min}}
kde {\displaystyle v_{prop}} je rychlost šíření zvuku v tukové tkáni a {\displaystyle t_{min}}je nejkratší měřitelná doba.
Ovládací mikrokontrolér je obvykle řízen 24MHz externími hodinami a využívá interní 2MHz sběrnici. Záleží však na konkrétním obvodovém návrhu.